# زبان ایتالیایی برای مبتدی‌ها
زبان ایتالیایی برای مبتدی‌ها (دانمارکی: Italiensk for begyndere) فیلمی در ژانر کمدی رمانتیک به کارگردانی لونه شِـرفی است که در سال ۲۰۰۰ منتشر شد.

## خلاصه داستان
چندین فرد مجرد و تنها در یکی از شهر های دانمارک از یک کلاس زبان ایتالیایی کمک می گیرند تا بتوانند عشق زندگی شان را پیدا کنند...